# 케니 샌섬
케네스 그래엄 샌섬(영어: Kenneth Graham Sansom, 1958년 9월 26일, 그레이터 런던 캠버웰 ~)은 잉글랜드의 전직 축구 선수로, 현역 시절 수비수로 활약했다. 전 잉글랜드 국가대표팀 선수이기도 했던 그는 크리스털 팰리스, 아스널, 뉴캐슬 유나이티드, 코번트리 시티, 퀸스 파크 레인저스, 에버턴, 그리고 왓퍼드에서 활약했다.
그는 잉글랜드 국가대표팀 역사상 2번째로 많은 경기에 출전한 측면 수비수로, 1979년부터 1988년까지 86번의 경기에 출전했다.

## 클럽 경력
케네스 그래엄 샌섬은 1958년 9월 26일에 런던의 캠버웰에서 출생했다. 그는 5남매 중 네째로 출생했다. 그의 부친 조지는 떠돌이로 그의 막내가 출생한 후 얼마 지나지 않아 가출했다. 그의 모친 로즈는 청소부로 가족은 1960년에 털스 힐로 이주했다. 그는 처음에 골키퍼로 활동했지만, 스프링 파크 울브스의 유소년 축구단에서 활약하면서 좌측 수비수인 동료가 부상당했을 때를 기점으로 측면 수비를 맡았다. 그는 뷰포이 중등학교를 졸업했고, 잉글랜드 학생 대표팀 경기에도 출전했다.

### 크리스털 팰리스
샌섬은 아스널, 퀸스 파크 레인저스, 그리고 토트넘 홋스퍼의 제의를 받았지만, 크리스털 팰리스의 유소년부에 입단했다. 그는 1975년 5월 7일에 트랜미어 로버스를 상대로 리그 신고식을 치렀다.
1977년, 그는 크리스털 팰리스 유소년부의 주장을 맡아 FA 유소년컵을 우승했고, 잉글랜드 유소년 국가대표팀 주장도 맡아 1년차에 크리스털 팰리스 "올해의 선수"로 선정되었다.
빠르고, 차분하고, 강인한 견제와 훌륭한 공배급력으로 샌섬은 1976년부터 3부 리그에 속한 크리스털 팰리스의 156번의 리그 경기를 연속으로 출전했다. 1978-79 시즌, 크리스털 팰리스는 2부 리그를 우승해 젊은 피로 구성된 선수단에서 큰 공을 세웠다. 이 선수단은 바로 "1980년대의 선수단"으로 수식되었고, 1979-80 시즌에는 1부 리그의 선두를 달리는 돌풍을 일으키기도 했지만, 이 시즌을 13위로 마쳤다.

### 아스널
아스널은 1980년 여름에 샌섬을 영입하기 위해 £1M에 입찰했고, 이 과정에서 스트라이커 클라이브 앨런이 크리스털 팰리스로 이적했다. 이는 뜻밖의 이적으로 평가되었는데, 이는 앨런도 재능이 있는 젊은 선수였고, 퀸스 파크 레인저스에서 아스널에 합류한 지 몇 주밖에 지나지 않기 때문이었고, 아직 포병 군단으로 경기를 치르지 못했다. 크리스털 팰리스는 샌섬에 대한 제의를 받아들여 하이버리로 그를 보냈다.
1980년 8월 16일, 샌섬은 웨스트 브로미치 앨비언과의 경기에서 처음으로 아스널 경기에 출전해 시즌 내내 출전했고, 그 다음 시즌에도 개근하면서, 북런던 구단의 꾸준한 좌측 수비수로 활약했다. 그는 그동안의 공로로 1981년에 아스널 올해의 선수로 선정되었다. 비록 계획대로 리그를 3위로 마치면서 유럽대항전에 복귀했지만, 우승 경쟁은 요원해 보였다. 이어지는 2시즌 동안 1982년에 상위 5위의 성적을 거두고 1983년에 실망스러운 리그 10위와 국내 두 컵대회 준결승에서 맨체스터 유나이티드의 손에 탈락했다. 테리 닐 감독이 1983년 12월에 해임되면서 후임으로 던 하우 감독이 취임했다. 아스널은 하우 감독 지도 하에 6위, 7위의 성적을 거두었지만, 우승 후보로 칭송받은 것에 비하면 기대 이하의 성적이었다. 샌섬은 그 동안에도 꾸준히 붙박이 주전으로 출전했다. 실제로, 샌섬은 6년 동안 모든 대회를 통틀어 7경기만 결장했다. 그는 실망스러운 성적을 거두는 와중에도 제값을 하는 몇 안되는 선수였다. 한편, 샌섬은 아스널 시절에 상복이 없었다. 1986년 5월, 밀월의 감독이자 전 아스널 선수였던 조지 그레이엄 감독이 하우의 장기간 후임 감독으로 취임했고, 하이버리에서 새 전성기를 열었다. 아스널의 선수단 상태는 개선되었고, 구단은 1986년 성탄절 시점에 리그 선두를 달렸었다.
샌섬은 1987년에 마침내 우승컵을 손에 넣었는데, 주장 완장을 차고 웸블리에서 열린 리버풀과의 리그컵 결승전에 진출했다. 아스널은 선제골을 헌납했지만, 2-1 역전승을 거두었는데, 샌섬을 시발점으로 찰리 니콜라스의 막판 결승골까지 이어졌다.
그 다음 시즌, 그레이엄 감독이 그의 주장 완장을 빼앗아 불과 21세였던 신예 수비수 토니 애덤스에게 주면서 샌섬은 감독과 마찰을 빚기 시작했다. 그러나, 샌섬은 그의 장기간 대체자인 나이젤 윈터번의 입단에도 불구하고 선수단에서의 자리를 묵묵히 지켰다. 윈터번은 입단 1년차에 주 역할이 좌측 수비수가 아닌 우측 수비수로 주로 출전했다. 아스널은 1987-88 시즌에도 리그컵 결승전에 올랐지만, 루턴 타운에게 2-3으로 극적인 패배를 당했다. 1988년 5월 7일 구디슨 파크에서 열린 에버턴 원정 경기가 샌섬이 적백 군단의 유니폼을 입구 출전한 마지막 경기였다.
샌섬은 1988년 12월에 1988-89 시즌 초 4개월 동안 1경기도 출전하지 못하면서 떠났다. 그레이엄은 리 딕슨을 영입하면서 그를 후보로 격하했고, 딕슨이 우측을 윈터번이 좌측 수비를 맡아 샌섬을 대체했다. 샌섬은 아스널에서 총 394번의 경기에 출전해 6골을 기록했다.

### 이후 행보
아스널은 1988년 12월에 샌섬을 뉴캐슬 유나이티드로 £300,000에 방출했다. 1988-89 시즌에 전직 및 현직 소속 구단들의 희비가 교차했는데, 아스널은 리그를 우승한 반면에 새로 입단한 뉴캐슬 유나이티드는 1부 리그 최하위로 강등당했다. 샌섬은 1989년 여름에 퀸스 파크 레인저스로 £300,000에 이적해 아스널과의 FA컵 4차전 경기에서 득점하며 로프터스 로드에서 2-0 승리를 거두었다. 퀸스 파크 레인저스에서 64번의 리그 경기에 출전한 그는 1991년 3월에 코번트리 시티로 £100,000에 이적해 '하늘색 군단' 소속으로 51번의 리그 경기에 출전했다. 샌섬은 이후 1993년 2월에 에버턴으로 자유 이적해 단기간 활약했고(리그 경기에 7번 출전해 토트넘 홋스퍼전에서 1골을 넣었다), 그 후로는 1부 리그의 브렌트퍼드로 1달 뒤인 1993년 3월에 자유 이적했지만, '꿀벌 군단'의 강등을 막지 못했다. 리그 외의 체치 타운에서 잠시 활약하던 샌섬은 글렌 로더와 함께 1부 리그의 왓퍼드에 선수 겸 지도자로 입단했다. 샌섬은 왓퍼드 소속으로 리그 경기에 1번 출전하고 최상위 무대에서 은퇴했지만, 이후에도 리그에 속하지 않은 크로이던이나 슬러프 타운에서 출전했다. 현역 은퇴 후, 그는 스카이 스포츠에서 축구 분석가로 활동했다.

## 국가대표팀 경력
1979년 5월 23일, 샌섬은 웨일스를 상대로 잉글랜드 성인 국가대표팀 첫 경기를 치렀다. 이듬해 여름, 그는 이탈리아에서 열린 유로 1980에 참가했지만, 잉글랜드는 조별 리그를 넘지 못했다. 샌섬은 잉글랜드 국가대표팀에서 더 높은 인지도를 쌓았다. 그는 스페인에서 열린 1982년 월드컵에서 주전으로 출전했는데, 잉글랜드는 2차 조별 리그에서 탈락했다. 그는 멕시코에서 열린 1986년 월드컵에서도 주전으로 출전해 아르헨티나와의 8강전에서 패할 때까지 모든 경기를 출전했는데, 그도 디에고 마라도나에게 추가골을 실점할 당시 아르헨티나 진영에서 출발해 공을 몰고 오는 마라도나에게 농락당했다.
샌섬은 1980년부터 1988년까지 잉글랜드 국가대표팀에서 손에 꼽을 정도의 경기만 결장했는데, 그는 1984년 5월부터 1987년 4월까지 37번의 경기에 연속으로 출전해 빌리 라이트와 론 플라워스만이 그보다 더 많은 경기를 연속으로 출전했다. 그는 론 그린우드와 보비 롭슨 감독의 체제에서 중상을 당하거나 기량이 하락했을 때 간간히 결장했는데, 그동안 잠재적 대체자인 데릭 스태섬, 앨런 케네디, 닉 피커링, 그리고 스튜어스 피어스같은 선수들을 실험했다. 그러나, 샌섬은 유로 1988 예선전에서도 잉글랜드의 주전 좌측 수비수였다.
그 해 여름, 샌섬은 롭슨의 유럽 선수권 대회 주전 선수로 기용했지만, 잉글랜드는 조별 리그 3경기를 모두 패했고, 첫 출전국인 전 잉글랜드 국가대표로 월드컵을 우승하기도 했던 잭 찰턴이 이끌던 아일랜드와의 1차전을 0-1로 패했다.
샌섬은 결승골을 실점할 당시 실책을 범했는데, 공중에 높게 뜬 공을 발끝으로 걷어내려다 동료 수비진을 속수무책 상태로 만들었고, 존 앨드리지가 머리로 경합에서 공을 따내고 레이 휴턴이 피터 실턴을 넘겨 결승골을 기록했다. 샌섬은 나머지 두 경기에도 출전했지만, 대회 후 스튜어트 피어스가 잉글랜드의 주전 좌측 수비수 자리를 차지했다. 9년 연속으로, 활동하던 샌섬의 국제 무대 행보는 30번째 생일을 앞두고 끝을 향해 다가갔다.그는 1989년에 피어스의 부상 당시 후보 선수로 차출되었지만, 출전하지 못했다. 샌섬은 총 86번의 경기에 출전해 핀란드를 상대로 1986년 월드컵 예선전에서 득점했다.
샌섬은 2번째로 많은 경기에 출전한 잉글랜드의 국가대표 측면 수비수로, 그보다 더 많은 국가대표팀 경기에 출전한 선수도 11명밖에 되지 않는다. 이들 중에는 데이비드 베컴, 바비 무어, 스티븐 제라드, 보비 찰튼, 브라이언 롭슨, 프랭크 램퍼드, 마이클 오언, 웨인 루니, 그리고 피터 실턴밖에 없다. 샌섬은 실턴과 함께 1980년대 최다 출전 선수로, 둘 모두 1980년대에 84번의 경기에 출전했다.

## 사생활
은퇴 후, 샌섬은 도박 중독과 알코올 의존증을 앓았고, 노숙도 했다.
샌섬은 노장 선수단의 선수로 복귀했다. 그는 크리스털 팰리스나 아스널과 관련된 경기에서 자주 평론가로 출연하기도 했다. 그는 오스트레일리아의 위성 텔레비전 축구 중계사인 폭스 스포츠 FC의 프로그램에도 출연했다. 그는 아스널 구장인 애시버턴 그로브의 "전설 순회"를 맡았다.
그는 LBC의 토요일 오후 축구 프로그램에서 공동 진행자로 활동했다. 샌섬은 팰리스 세기의 대표 선수단에도 이름을 올렸다.
2014년 2월 7일, 샌섬은 전 동료의 재산권을 침해한 것으로 고발되어 브롬리 법원에 출두했다.
2016년, 샌섬은 맨체스터 유나이티드의 전용 텔레비전 채널인 MUTV의 "목요일 조명"에 초청받아 출연해 은퇴 후의 삶에 대해 논의했다.
2020년 5월, 그는 알려지지 않은 이유로 입원한 것으로 보도되었다. 그로부터 6개월이 지난 후, 그는 치매의 일종인 베르니케-코르사코프 증후군 진단을 받은 것으로 밝혀졌다.
샌섬의 부친인 조지와 삼촌인 테리는 대열차 강도에 연루되어 수사를 받았지만, 무혐의로 풀려났다. 샌섬은 그들이 무고하다고 생각했지만, 악명 높은 무장 강도였던 삼촌 프레디가 범죄 당사자였을 것으로 생각했다.

## 경력 통계
| 구단               | 시즌      | 리그         | 리그 | 리그 | 컵   | 컵 | 기타 | 기타 | 합계 | 합계 |
| 구단               | 시즌      | 리그명       | 출장 | 골   | 출장 | 골 | 출장 | 골   | 출장 | 골   |
| ------------------ | --------- | ------------ | ---- | ---- | ---- | -- | ---- | ---- | ---- | ---- |
| 크리스털 팰리스    | 1974–75   | 3부 리그     | 1    | 0    | 0    | 0  | 0    | 0    | 1    | 0    |
| 크리스털 팰리스    | 1975–76   | 3부 리그     | 6    | 0    | 0    | 0  | 0    | 0    | 6    | 0    |
| 크리스털 팰리스    | 1976–77   | 3부 리그     | 46   | 0    | 6    | 0  | 3    | 0    | 55   | 0    |
| 크리스털 팰리스    | 1977–78   | 2부 리그     | 41   | 2    | 1    | 0  | 4    | 0    | 46   | 2    |
| 크리스털 팰리스    | 1978–79   | 2부 리그     | 42   | 0    | 4    | 1  | 4    | 0    | 50   | 1    |
| 크리스털 팰리스    | 1979–80   | 1부 리그     | 36   | 1    | 0    | 0  | 3    | 0    | 39   | 1    |
| 크리스털 팰리스    | 합계      | 합계         | 172  | 3    | 11   | 1  | 14   | 0    | 197  | 4    |
| 아스널             | 1980–81   | 1부 리그     | 42   | 3    | 1    | 0  | 4    | 0    | 47   | 3    |
| 아스널             | 1981–82   | 1부 리그     | 42   | 0    | 1    | 0  | 9    | 0    | 52   | 0    |
| 아스널             | 1982–83   | 1부 리그     | 40   | 0    | 8    | 0  | 10   | 0    | 58   | 0    |
| 아스널             | 1983–84   | 1부 리그     | 40   | 1    | 1    | 0  | 4    | 0    | 45   | 1    |
| 아스널             | 1984–85   | 1부 리그     | 39   | 1    | 2    | 0  | 3    | 0    | 44   | 1    |
| 아스널             | 1985–86   | 1부 리그     | 42   | 0    | 5    | 0  | 7    | 0    | 54   | 0    |
| 아스널             | 1986–87   | 1부 리그     | 35   | 0    | 4    | 0  | 9    | 0    | 48   | 0    |
| 아스널             | 1987–88   | 1부 리그     | 34   | 1    | 4    | 0  | 8    | 0    | 46   | 1    |
| 아스널             | 합계      | 합계         | 314  | 6    | 26   | 0  | 54   | 0    | 394  | 6    |
| 뉴캐슬 유나이티드  | 1988–89   | 1부 리그     | 20   | 0    | 4    | 0  | 0    | 0    | 24   | 0    |
| 퀸스 파크 레인저스 | 1989–90   | 1부 리그     | 36   | 0    | 9    | 2  | 3    | 0    | 48   | 2    |
| 퀸스 파크 레인저스 | 1990–91   | 1부 리그     | 28   | 0    | 1    | 0  | 5    | 0    | 34   | 0    |
| 퀸스 파크 레인저스 | 합계      | 합계         | 64   | 0    | 10   | 2  | 8    | 0    | 82   | 2    |
| 코번트리 시티      | 1990–91   | 1부 리그     | 9    | 0    | 0    | 0  | 0    | 0    | 9    | 0    |
| 코번트리 시티      | 1991–92   | 1부 리그     | 21   | 0    | 2    | 0  | 0    | 0    | 23   | 0    |
| 코번트리 시티      | 1992–93   | 프리미어리그 | 21   | 0    | 0    | 0  | 2    | 0    | 23   | 0    |
| 코번트리 시티      | 합계      | 합계         | 51   | 0    | 2    | 0  | 2    | 0    | 55   | 0    |
| 에버턴             | 1992–93   | 프리미어리그 | 7    | 1    | 0    | 0  | 0    | 0    | 7    | 1    |
| 브렌트퍼드         | 1992–93   | 1부 리그     | 8    | 0    | 0    | 0  | 0    | 0    | 8    | 0    |
| 왓퍼드             | 1994–95   | 1부 리그     | 1    | 0    | 0    | 0  | 0    | 0    | 1    | 0    |
| 경력 합계          | 경력 합계 | 경력 합계    | 637  | 10   | 53   | 3  | 78   | 0    | 768  | 13   |

## 크리스털 팰리스
크리스털 팰리스
- FA 유소년컵: 1977
- 2부 리그: 1978–79

아스널
- 풋볼 리그컵: 1986–87

잉글랜드
- 브리티시 홈 챔피언십: 1981–82, 1982–83[31]

개인
- 크리스털 팰리스 올해의 선수: 1977, 1979[11]
- 아스널 올해의 선수: 1980−81[14]
- PFA 3부 리그 올해의 선수단: 1976–77[2]
- PFA 2부 리그 올해의 선수단: 1977–78, 1978–79[2]
- PFA 1부 리그 올해의 선수단: 1979–80, 1980–81, 1981–82, 1982–83, 1983–84, 1984–85, 1985–86, 1986–87[2]

## 참고 문헌
- Sansom, Kenny; Wright, Rita (2008), 《To Cap It All... My Story》, John Blake, ISBN 978-1-84454-567-4